# باتريك فرادج
باتريك فرادج (بالفرنسية: Patrick Fradj)‏ (11 مارس 1992 في فرنسا - ) هو لاعب كرة قدم فرنسي في مركز الدفاع. لعب مع نادي لانس.

## وصلات خارجية
- باتريك فرادج على موقع قاعدة بيانات كرة القدم.إي يو (الإنجليزية)
- باتريك فرادج على موقع Soccerway.com (الإنجليزية)
- باتريك فرادج على موقع AS.com (الإسبانية)